# Ishikawa Takuboku
Ishikawa Takuboku (japanisch 石川 啄木; * 20. Februar 1886 in Hinoto, Landkreis Minamiiwate, heute Teil von Morioka; † 13. April 1912 in Tokio), eigentlich Ishikawa Hajime (石川 一), war ein japanischer Dichter, Tankaist und Literaturkritiker der Meiji-Zeit.

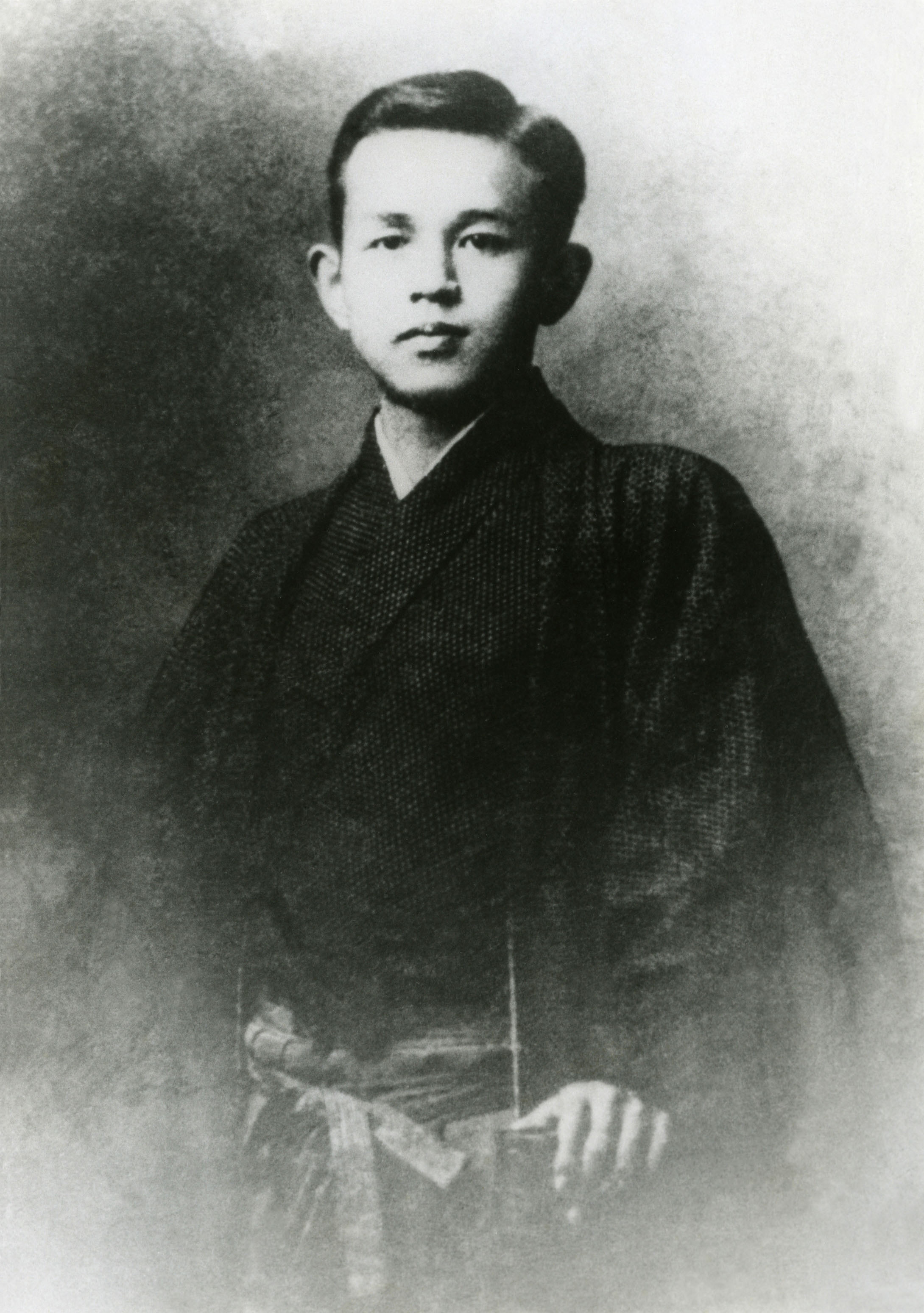
Ishikawa Takuboku

## Leben

### Morioka-Zeit
Ishikawa Takuboku wurde am 20. Februar 1886 im Nisshō-san Jōkō-ji (日照山常光寺), einem Tempel der Sōtō-Schule im Dorfe Hinoto des ehemaligen Landkreises Minamiiwate, Präfektur Iwate geboren. (Das Dorf Hinoto entspricht dem gleichnamigen Gebiet des heutigen Bezirkes Tamayama der Stadt Morioka.) Er war der älteste Sohn des Tempeloberpriesters Ishikawa Itsutei (石川 一禎) und dessen Frau Katsu (カツ). (Als Tag der Geburt ist im Familienregister der 20. Februar 1886 verzeichnet, doch wird anderenorts der 27. Oktober  1885 genannt.)
Im März 1887 zog die Familie in das Dorf Shibutami (heute wie Hinoto ein Teil des Stadtbezirkes Tamayama der Stadt Morioka), da der Vater als Oberpriester an den dortigen Tempel Hōtoku-ji (宝徳寺) versetzt worden war.
1891 besuchte Takuboku in Shibutami die Normalgrundschule (渋民尋常小学校, Shibutami jinjō shōgakkō). Ab 1895 lebte er in Morioka; dort besuchte er die höhere Grundschule (盛岡高等小学校, Morioka kōtō shōgakkō) und ab 1898 die Normalmittelschule (岩手県盛岡尋常中学校, Iwate-ken Morioka jinjō chūgakkō, im Jahre nach Takubokus Einschulung nur noch Iwate-ken Morioka chūgakkō; der heutige Name lautet Morioka Ichikō, z. dt. „Erste Oberschule von Morioka“).
Während seiner Zeit auf der Mittelschule verliebte er sich in seine spätere Ehefrau Horiai Setsuko (堀合 節子), damals die Mädchenschule in Morioka besuchend, und lernte Okayama Fui sowie Kindaichi Kyōsuke kennen, mit denen er sich befreundete. Durch die Lektüre der Literaturzeitschrift Myōjō kam er mit den Tanka-Gedichten Yosano Akikos und anderer in Berührung. Auch beeinflussten ihn Nomura Osakazu (野村 長一), der spätere Nomura Kodō, und Oikawa Koshirō, die beide zu jener Zeit Schüler einer höheren Klasse waren. Er rief die Tanka-Gemeinschaft Hakuyōkai (白羊会, dt. „Weißschafgemeinschaft“) ins Leben und veröffentlichte ab Dezember 1902 bis zum folgenden Jahr mit Freunden geschriebene Tanka in der Tageszeitung von Iwate, Iwate Nippō (岩手日報). Für eigene Tanka verwendete er das Pseudonym Suikō (翠江). Diese waren zugleich die ersten öffentlich gedruckten Werke Takubokus.
1902 veröffentlichte er unter dem Pseudonym Hakuhin (白蘋) Tanka in der Zeitschrift Myōjō.
Da er entgegen diesem ersten literarischen Schaffen jedoch häufig dem Schulunterrichte fernblieb, nur schlechte Noten erreichte und (nach Tagebuchaufzeichnungen seines Mitschülers Funakoshi Kingorō [船越 金五郎]) bei Betrugsversuchen während Klassenarbeiten ertappt wurde, erhielt er von der Schule eine Abgangsempfehlung. Am 27. Oktober 1902 brach er die Schule ab und ging nach Tokio mit dem Ziel einer literarischen Karriere. Dort besuchte er die Englische Schule (正則英語学校, Seisoku eigo gakkō; heute Seisoku gakuen kōtō gakkō; es handelte sich hierbei um eine Anstalt, an der englischsprachiger Englischunterricht, genannt seisoku-eigo, erteilt wurde).
Am 9. November nahm er an einem Treffen der Dichtervereinigung Shinshisha teil. Mit dieser stand er über deren Zeitschrift Myōjō, in der er Tanka veröffentlicht hatte, in Verbindung. Am darauffolgenden Tage besuchte er Yosano Tekkan, den Gründer und Herausgeber der Zeitschrift, und dessen Frau Akiko und schrieb Tanka während seines andauernden Aufenthaltes. Doch weil er keine feste Anstellung fand und an Tuberkulose erkrankte, kehrte er im Februar 1903 in Begleitung seines Vaters zurück in seine Heimat.
Im Mai und Juni 1903 schrieb er für die Iwate Nippō Kritiken und begann im November erneut, Tanka für die Myōjō zu schreiben. Er wurde in den Kreis der Zeitschrift aufgenommen und verwendete erstmals das Pseudonym Takuboku. Im Dezember veröffentlichte er in der Myōjō das Langgedicht Shūchō (愁調), was ihm in literarischen Kreisen Aufmerksamkeit einbrachte.
Am 8. Januar 1904 hielt er um die Hand Horiai Setsukos an und erhielt sechs Tage darauf die Zustimmung der Familie.
Im September und Oktober 1904 bereiste er Aomori und Otaru und bezog Quartier bei seinem in letztgenannter Stadt wohnhaften Schwager, der dort Bahnhofsvorsteher war. Am 31. Oktober ging er erneut nach Tōkyō zur Veröffentlichung einer Gedichtzusammenstellung.
Am 5. Januar 1905 nahm er am Neujahrstreffen der Shinshisha-Vereinigung teil.
Am 3. Mai veröffentlichte er unter eigener finanzieller Beteiligung seine erste Gedichtzusammenstellung Akogare durch den Verlag Odajima Shobō, mit einem Vorwort von Ueda Bin und einem Nachwort von Yosano Tekkan.
Am 12. Mai ließ sein Vater die Eheschließung mit Setsuko beim Rathaus von Morioka registrieren, obwohl Takuboku, inzwischen 19-jährig, selbst nicht anwesend war. Auch an der formellen Hochzeitsfeier, zu der sich die Verwandten zusammenfanden, nahm er selbst nicht teil.
Am 4. Juni kehrte er nach Morioka zurück und lebte dort in einem Haushalt mit Vater, Mutter, Frau und seiner jüngeren Schwester Mitsuko (光子). Der Unterhalt der ganzen Familie fiel ihm zu. Der Vater hatte im März mit der ganzen Familie den Hōtoku-Tempel wegen geldlicher Säumigkeit verlassen müssen.
Am 5. September gründete Takuboku die Literaturzeitschrift Shōtenchi (小天地, dt. „Kleine Welt“; Herausgeber war sein Vater Itsutei) und veröffentlichte darin Werke von mehr als 30 Literaten, darunter Iwano Hōmei, Masamune Hakuchō und Osanai Kaoru. Doch obwohl die Shōtenchi einen guten Ruf als regionale Literaturzeitschrift erlangte, musste die Herausgabe aufgrund finanzieller Schwierigkeiten wieder eingestellt werden.
Am 17. Februar 1906 besuchte Takuboku einen weiteren Schwager in Hakodate, der ebenfalls Bahnhofsvorsteher war, um mit diesem aufgrund der familiären Notsituation Rat zu halten, doch eine Lösung konnte nicht gefunden werden.
Am 25. Februar verstarb Takubokus älteste Schwester Sada (サダ) an Tuberkulose.
Am 4. März kehrte er mit Mutter und Frau nach Shibutami zurück und erhielt am 14. April an der Normal- und höheren Grundschule in Shibutami (渋民尋常高等小学校, Shibutami jinjō kōtō shōgakkō) eine Anstellung als Hilfslehrer. Von der Einberufung zum Wehrdienst wurde er bei der Musterung am 21. April wegen Muskel- und Knochenschwäche befreit. Im Juni begann er, Prosa zu schreiben. Im Dezember vollendete er seine Kritik Rinchūsho (林中書).
Am 29. Dezember wurde seine erste Tochter, Kyōko (京子), geboren. Sein Leben nahm zu dieser Zeit einen ruhigen Verlauf, bis er am 1. April 1907 in der Absicht, seinen Lehrberuf zugunsten eines neuen Lebens auf Hokkaidō zu beenden, ein Entlassungsgesuch einreichte. Dieses wurde abgelehnt, doch durch Streik gelang es ihm, seine Entlassung zu bewirken.

### Wanderjahre
Am 5. Mai 1907 zog er nach Hakodate, Hokkaidō. Seine Frau zog mit der gemeinsamen Tochter in ihr Elternhaus in Morioka, seine jüngere Schwester zog zu seinem Schwager in Otaru.
Im Juni wurde er Hilfslehrer an der Yayoi-Normalgrundschule (弥生尋常小学校, Yayoi jinjō shōgakkō) und lernte dort Tachibana Chieko (橘智恵子) kennen, in die er sich unglücklich, ohne Erwiderung, verliebte.
Im August übte er neben seiner Anstellung als Hilfslehrer auch eine Tätigkeit als Bereitschaftsreporter für die Tageszeitung von Hakodate, die Hakodate Nichinichi Shimbun (函館日日新聞), aus, doch während des großen Brandes von Hakodate verließ er die Stadt.
Im September wurde er in Sapporo Korrektor für eine andere Zeitung, die Hokumon Shimpō (北門新報). Ende des Monats zog er jedoch abermals um, nach Otaru, und wurde Reporter für die dortige Tageszeitung Otaru Nippō (小樽日報). Als er im Dezember jedoch während innerer Konflikte tätlich angegriffen wurde, kündigte er auch diese Arbeit. Einer seiner Kollegen bei der Otaru Nippō war Noguchi Ujō.
Am 4. Januar 1908 hörte er auf der „Sozialistischen Vortragstagung“ (社会主義演説会, Shakai shugi enzetsukai) in Otaru eine Rede des damaligen Sozialisten Nishikawa Kōjirō und lernte diesen persönlich kennen. Daraufhin trat er eine Stellung bei dem Verlag der damaligen Zeitung Kushiro Shimbun (釧路新聞) an, doch wegen Unzufriedenheit gegenüber dem vorgesetzten Chefredakteur einerseits und Hingezogenheit zu der schöpferischen Aktivität in Tōkyō, beschloss er bereits im März, die Stadt Kushiro wieder zu verlassen.

### Schriftsteller in Tokio

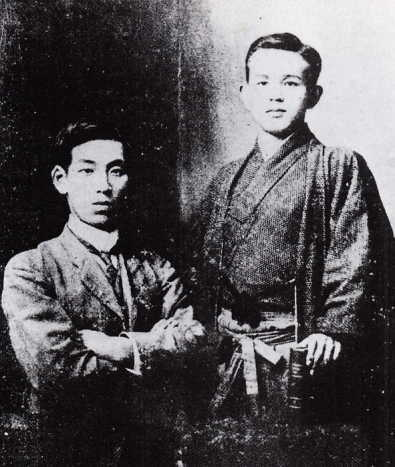
Ishikawa Takuboku (rechts) und Kindaichi Kyōsuke

Ab dem 18. April 1908 verweilte er eine Zeitlang bei der Shinshisha-Vereinigung in Sendagaya, Tokio.
Am 2. Mai begleitete er Yosano Tekkan zu dem im Hause Mori Ōgais stattfindenden Dichtertreffen Kanchōrō kakai (観潮楼歌会). Insgesamt nahmen acht Personen teil.
Am 4. Mai ließ ihn Kindaichi Kyōsuke, der auf der Mittelschule eine Klasse über ihm gewesen war, Quartier in Kikuzaka nehmen, im ehemaligen Tōkyōter Stadtbezirk  Hongō. Um den Lebensunterhalt zu verdienen, verkaufte Takuboku Romane, doch ohne Erfolg. Inmitten seines notdürftigen Lebens schrieb er vom 23. bis zum 25. Juni einige zu allgemeiner Bekanntheit gelangte Gedichte (darunter Tōkai no kojima ... und Tawamure ni haha o seoite ...) und veröffentlichte diese im folgenden Monat zusammen mit 246 weiteren Gedichten in der Myōjō-Zeitschrift. Kindaichi gewährte ihm als Freund bis zu seiner eigenen Hochzeit vielfältige Unterstützung, die auch geldliche Zuwendungen einschloss.
Am 6. September zog er in eine Unterkunft in Morikawa, ebenfalls im damaligen Tōkyōter Stadtbezirk Hongō gelegen.
Im November veröffentlichte er in der Tōkyō Mainichi Shimbun („Tōkyōter Tageblatt“) seinen Roman Torikage (鳥影). Als die Myōjō-Zeitschrift aus dem Druck genommen wurde, wandte er sich den Gründungsvorbereitungen der Subaru-Zeitschrift zu und wurde bei deren erstem Erscheinen im Jahre 1909 nomineller Herausgeber.
Am 1. März wurde er, nach erfolgreicher Arbeitssuche, Korrektor bei der Tōkyō-Mainichi-Shimbun.
Am 3. April begann er, sein Tagebuch in lateinischer Schrift zu führen. Am 7. April gab er seinem neuen Notizbuch den Titel Rōmaji nikki (ローマ字日記, „Tagebuch in Lateinschrift“). Eine japanisch transkribierte Ausgabe des in Lateinschrift abgefassten Textes wurde erst in den 1970er Jahren umgesetzt, mehr als 60 Jahre nach dem Tode Takubokus. Dass bis dahin ein Teil auf dem Kopf stehend gedruckt worden war, begründete sich darin, dass Takuboku diverse Vergnügungsausflüge nach Asakusa unverblümt geschildert hatte. Ein Großteil seiner Schulden war, wie es in Berichten Kindaichi Haruhikos, Kindaichi Kyōsukes Sohn, heißt, durch diese Art der Vergnügung entstanden.
Am 16. Juni kamen Frau, Kind und Mutter aus Hakodate und zogen in das Obergeschoss des Friseurladens Kinotoko (喜之床) in Hongō.
Im Oktober begab Takubokus Frau Setsuko sich nach Unstimmigkeiten mit der Mutter auf den Weg zurück nach Morioka in ihr Elternhaus, kehrte durch Bemühung Kindaichi Kyōsukes kurze Zeit später jedoch zurück. Im Dezember kam auch der Vater dazu.
Ende März 1910 beendete Takuboku die Korrektur der „Futabatei-Gesamtausgabe“ (二葉亭全集, Futabatei Zenshū) und übernahm selbst die Erledigung sämtlicher Formalitäten der Herausgabe.

### Krankheit und Tod

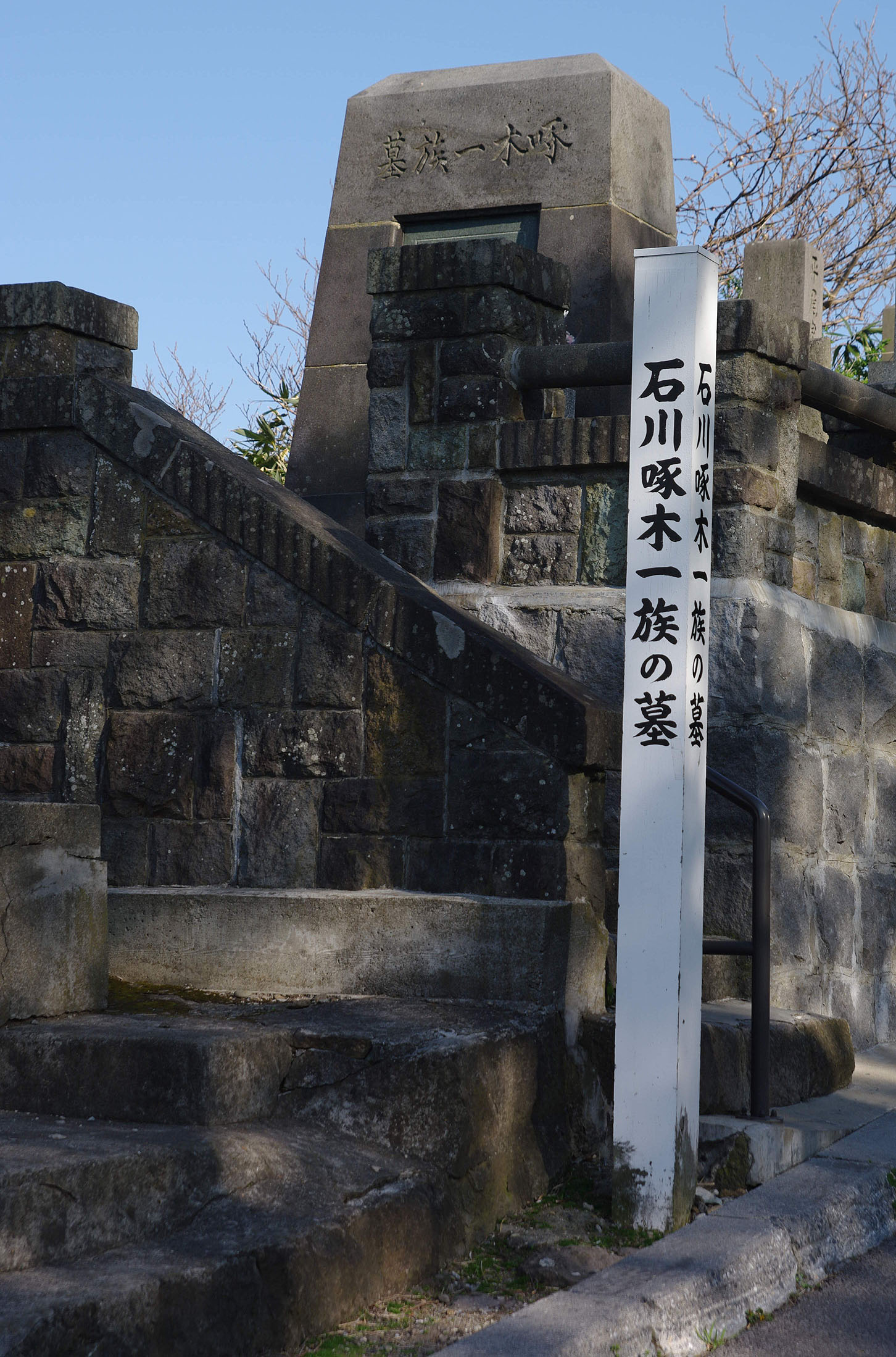
Ishikawa Takubokus Familiengrab in Hakodate

Am 28. Juli 1911 wurde auch bei Takubokus Frau Setsuko ein Lungenspitzenkatarrh diagnostiziert. Zur Erholung zogen sie nach Hisakata im ehemaligen Tōkyōter Stadtbezirk Koishikawa. Am 3. November verließ der Vater das Haus. Im Dezember erkrankte Takuboku an Bauchfellentzündung und Lungentuberkulose.
Am 7. März 1912 verstarb seine Mutter. Er selbst starb am 13. April in Hisakata infolge der Tuberkulose. In seiner letzten Stunde bei ihm waren seine Frau, sein Vater und sein Freund Wakayama Bokusui. Ishikawa Takuboku wurde 26 Jahre alt.
Seine zweite Gedichtzusammenstellung Kanashiki Gangu (悲しき玩具, dt. „Traurige Spielzeuge“) erschien nach seinem Tode im Verlag Shinonomedō-shoten (東雲堂書店). Mitteilung von der bevorstehenden Herausgabe hatte ihm am 9. April, kurz vor seinem Tode, Toki Zenmaro gemacht.

### Nach dem Tode Takubokus
Die Trauerzeremonie fand am 14. April 1912 im Tempel Tōkōji (等光寺) in Asakusa statt. Auch Natsume Sōseki nahm teil. Da der Tōkō-ji der Geburtstempel Toki Zenmaros war, kümmerte dieser sich um die Organisation der Trauerzeremonie.
Am 14. Juni brachte Setsuko ein kleines Mädchen zur Welt. Am 16. Juni erschien die zweite Zusammenstellung von Gedichten Takubokus unter dem von Toki Zenmaro gewählten Titel Kanashiki Gangu.
Am 4. September zog Setsuko mit den beiden Töchtern in ihr Elternhaus, das inzwischen in Hakodate lag. Am 5. Mai 1913 verstarb schließlich auch Setsuko an Tuberkulose. Die Erziehung der beiden Töchter übernahm ihr Vater. Im Verlag Shinonomedō Shoten erschienen unterdessen Takuboku ikō (啄木遺稿, dt. „Takuboku – hinterlassene Schriften“) und Takuboku kashū (啄木啄木歌集, dt. „Takuboku – gesammelte Tanka“).
1915 erschien in demselben Verlag Warera no ichidan to kare (我等の一團と彼, dt. „Unsere Gruppe und er“).
1919 wurde unter Anstrengung der Freunde Takubokus vom Shinchosha-Verlag eine dreibändige Gesamtausgabe herausgegeben. Auch hiernach erschienen Gesamtausgaben in mehreren Verlagen.

### Übersetzungen
- Einsamer als der Wintersturm. Gedichte der Sammlung Trauriges Spielzeug. Frauenfeld 2018, Waldgut Verlag, ISBN 978-3-03740-129-3.
- Trauriges Spielzeug. Gedichte und Prosa. Frankfurt am Main 1991, Insel, ISBN 3458166041.
- Eine Handvoll Sand. Gifu 1986, Selbstverlag von Itoh Tsutomu.
- Gedichte von Takuboku. Gifu 1983, Selbstverlag von Itoh Tsutomu.

### Sekundärliteratur
- Ruth Linhart: Ishikawa Takuboku und der japanische Naturalismus: ein Beitrag zur Ergänzung des Takuboku-Bildes in der japanischen Literaturgeschichte. Institut für Japanologie der Universität Wien, Wien 1971.